# Сьмяловиці
Сьмяловиці (пол. Śmiałowice) — село в Польщі, у гміні Марциновиці Свідницького повіту Нижньосілезького воєводства.
Населення — 343 особи (2011).
У 1975-1998 роках село належало до Валбжиського воєводства.

## Демографія
Демографічна структура станом на 31 березня 2011 року:
|          | Загалом | Допрацездатний вік | Працездатний вік | Постпрацездатний вік |
| -------- | ------- | ------------------ | ---------------- | -------------------- |
| Чоловіки | 163     | 32                 | 119              | 12                   |
| Жінки    | 180     | 35                 | 111              | 34                   |
| Разом    | 343     | 67                 | 230              | 46                   |